# Mamadou N'Diaye (basketball, 1975)
Pour les articles homonymes, voir Mamadou N'Diaye (homonymie) et N'Diaye.
Mamadou N'Diaye, né le 16 juillet 1975 à Dakar au Sénégal, est un joueur sénégalais de basket-ball. Il évolue au poste de pivot et mesure 2,13 m pour 116 kg.

## Début de carrière
Mamadou a été découvert par Mike LaPlante, entraîneur du collège de Maine. Puis, N'Diaye se rend aux États-Unis pour jouer à Pittsfield dans le Maine. Il change ensuite d'équipe pour évoluer au collège d'Auburn. Grâce à sa défense excellente, il y effectue une bonne carrière. Il est ainsi arrivé à battre le record de Charles Barkley pour des contres.

## Carrière en NBA
À l'âge de 25 ans, N'Diaye est choisi par l'équipe National Basketball Association (NBA) des Nuggets de Denver en 26e position de la draft 2000 de la NBA. Il ne parvient toutefois pas à intégrer l'équipe de Denver. Au lieu de cela, il fait partie d'un échange avec les Raptors de Toronto avec Keon Clark et Tracy Murray, Les Nuggets récupérant pour leur part Kevin Willis, Garth Joseph et Aleksandar Radojević. N'Diaye débute avec les Raptors dans la même saison. Il évolue pendant trois saisons à Toronto, mais ne dispute que 30 rencontres. Sa meilleure saison est la saison 2002-2003 où il obtient 5,5 points et 3,7 rebonds. L'année suivante, il joue pour les Dallas Mavericks et Atlanta Hawks. Durant cette saison, il réalise 3,5 points et un record personnel de 4 rebonds pour 28 rencontres. Pendant la saison 2004-2005, il joue aux Clippers de Los Angeles, mais il accumule 1,8 point et 1,6 rebond.

## En Europe
Mamadou N'Diaye a évolué en Europe, avec le PAOK Salonique en Grèce, plus tard pour Panellinios à Athènes. Mamadou N'Diaye évolue ensuite au Žalgiris Kaunas en Lituanie.